# 卡爾·路德維希·哈丁
| 3 婚神星 | 1804年9月1日 |

卡爾·路德維希·哈丁（德語：Karl Ludwig Harding，1765年9月29日—1834年8月31日）是一名德國天文學家，婚神星的发现者。
哈丁出生於劳恩堡。1796年，约翰·希罗尼穆斯·施罗特雇用哈丁為他的兒子的家庭教師。1804年，哈丁在施罗特天文臺發現婚神星之後，就前往哥廷根當高斯的助手。
除了婚神星之外，他還發現3顆彗星，與出版登錄了12,000顆恆星的星表：《Atlas novus coelestis》。
在月球上有一座环形山以他為名，第2003號小行星也命名為哈丁。